# Grovare socken
Grovare socken i Västergötland ingick i Ås härad och är sedan 1974 en del av Ulricehamns kommun, från 2016 inom Fänneslunda distrikt.
Socknens areal är 15,33 kvadratkilometer varav 14,87 land. År 1948 fanns här 142 invånare. Den tidigare kyrkbyn Grovare ligger i socknen och där den med Fänneslunda socken gemensamma sockenkyrkan Fänneslunda-Grovare kyrka ligger i den socken.   

## Administrativ historik
Socknen har medeltida ursprung.  
Vid kommunreformen 1862 övergick socknens ansvar för de kyrkliga frågorna till Grovare församling och för de borgerliga frågorna bildades Grovare landskommun. Landskommunen uppgick 1952 i Hökerums landskommun som 1974 uppgick i Ulricehamns kommun. Församlingen uppgick 1989 i Fänneslunda församling som 2006 uppgick i Södra Vings församling.
1 januari 2016 inrättades distriktet Fänneslunda, med samma omfattning som Fänneslunda församling hade 1999/2000 och fick 1989, och vari detta sockenområde ingår.
Socknen har tillhört län, fögderier, tingslag och domsagor enligt vad som beskrivs i artikeln Ås härad. De indelta soldaterna tillhörde Älvsborgs regemente, Ås kompani och Västgöta regemente, Elfsborgs kompani.

## Geografi
Grovare socken ligger nordväst om Ulricehamn kring sjön Grosken i Lidans källområde. Socknen har odlingsbygd vid sjön och är i övrigt en moss- och skogsbygd.
.

## Fornlämningar
Från järnåldern finns ett gravfält.

## Namnet
Namnet skrevs 1386 Growarom och kommer från en bebyggelse vid den äldre kyrkan. Efterleden kan innehålla vara, 'höglänt markområde, grusmark'. Förleden kan möjligen innehålla ett äldre namn på sjön Grosken, Gro(e) som då innehåller gro, 'växa' syftande på översvämningar.